# Real Talk (Fabolous)
Real Talk è il terzo album in studio del rapper statunitense Fabolous, pubblicato il 9 novembre 2004.

## Descrizione
L'album è stato pubblicato nel novembre 2004 da Desert Storm Records e Atlantic Records. 
Due sono i brani estratti dal disco e pubblicati come singoli: Breathe (agosto 2004) e Baby (marzo 2005). Diversi sono i produttori che hanno collaborato alla realizzazione del disco, così come gli artisti della scena hip hop che hanno preso parte al lato artistico come ospiti. Tra questi ultimi vi sono Pharrell, Young Jeezy e Sean Paul. Riguardo alle vendite, il disco ha raggiunto la sesta posizione della classifica Billboard 200.

## Tracce
1. Exodus – 1:25
2. Don't Stop Won't Stop – 3:37 (John David Jackson, J. Alexander)
3. Real Talk (123) – 4:26 (J. Jackson, D. Murchinson, T. Lovelace)
4. Gangsta – 3:42 (J. Jackson, Khaled Mohammed Khaled)
5. Tit 4 Tat (feat. Pharrell) – 4:38 (J. Jackson, Pharrell Williams, Chad Hugo, H.P. Baxxter, Rick J. Jordan, Ferris Bueller, Jens Thele, Shahin Moshirian and Stephan Browarczyk, Scooter)
6. Baby (feat. Mike Shorey) – 4:55 (J. Jackson, D. Thornton)
7. Girls – 3:41 (J. Jackson, S. Barnes, J.C. Olivier)
8. Church (feat. Charlie Murphy) – 4:55 (J. Jackson, G. Harmon, K. Wilkins, C. Murphy)
9. Can You Hear Me (feat. Jasmin Lopez) – 4:57 (J. Jackson, J. Rotem, J. Lopez)
10. Do the Damn Thang (feat. Young Jeezy) – 4:23 (J. Jackson, J. Jenkins, S. Slater)
11. Holla At Somebody Real (feat. Lil' Mo) – 3:47 (J. Jackson, C. Loving, S. Slater)
12. It's Alright (feat. Sean Paul) – 3:45 (J. Jackson, J. Smith, S. Henriques)
13. Breathe – 4:28 (J. Jackson, J. Smith)
14. Young & Sexy (feat. Mike Shorey & Pharrell) – 4:18 (J. Jackson, P. Williams, C. Hugo)
15. Round and Round – 3:40 (J. Jackson, S. Storch)
16. In My Hood – 5:19 (J. Jackson, H. Campbell, T. Crawford, P. Pitts)
17. Ghetto (feat. Thara) – 4:16 (J. Jackson, S. Storch, T. Prashad)
18. Po Po (feat. Nate Dogg & Paul Cain) – 4:39 (J. Jackson, K. Pratt, J. R. Rotem, P. Cain, N. Hale)

## Classifiche
| Classifiche (2004) | Posizione massima |
| ------------------ | ----------------- |
| Francia            | 119               |
| Paesi Bassi        | 66                |
| Regno Unito        | 66                |
| Stati Uniti        | 6                 |